# Rafael Ramírez (beisbolista)
Rafael Emilio Ramírez Peguero (nacido el 18 de febrero de 1958 en San Pedro de Macorís) es un ex shortstop dominicano que jugó en las Grandes Ligas de Béisbol desde 1980 hasta 1992. Ramírez hizo su debut en Grandes Ligas el 4 de agosto de 1980 para los Bravos de Atlanta y jugó su último partido el 3 de octubre de 1992 con los Astros de Houston.
Uno de los tantos jugadores de Liga Mayor procedente de la ciudad de San Pedro de Macorís en la República Dominicana, Ramírez fue el campocorto más rápido de los Bravos, y con un fildeo suave de 1981 a 1986, liderando la Liga Nacional en doble plays para un torpedero cuatro años consecutivos, mientras bateaba muy bien para su posición. Ramírez fue seleccionado para el equipo de la Liga Nacional en el Juego de Estrellas de 1984 promediando .304 a mediados de temporada, pero en 1987 unos ligamentos rotos en la rodilla lo limitó a solo 56 partidos y fue traspasado a Houston después de la temporada. Con los Astros en  1988, Ramírez logró su mejor promedio de bateo desde 1983 (.276) e impulsó 59 carreras. Después de eso, su rendimiento cayó, y su promedio de bateo nunca aumentó más de .261, luego desplomándose a .236 en 1991. Se retiró tras la temporada de 1992.

## Liga Dominicana
Rafelín Ramírez hizo su debut en la Liga Dominicana para la temporada 1978-79 con las Estrellas Orientales, equipo con quien jugó sus doce temporadas. Terminó con promedio de .269, 259 hits, en 273 juegos y 964 turnos al bate.